# Argœuves

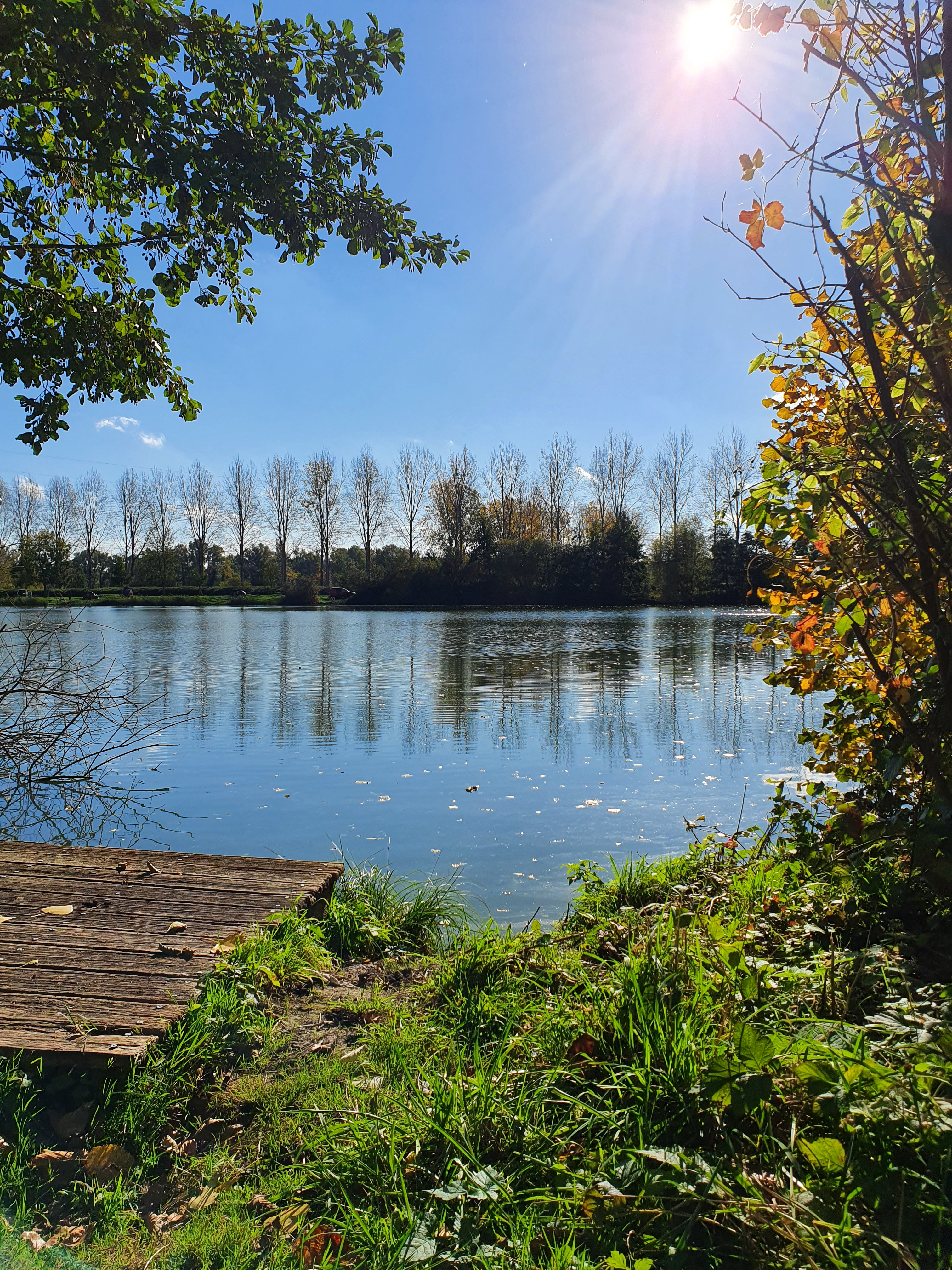
Le marais d'Argoeuves.

Argœuves est une commune française située dans le département de la Somme en région Hauts-de-France.

## Géographie

### Localisation
Argœuves est un village picard de l'Amiénois.
Limitrophe d'Amiens, la localité est située à 2 km à l'est d'Ailly-sur-Somme, 10 km au sud-ouest de Villers-Bocage et à 34 km au sud-est d'Abbeville à vol d'oiseau.
Le territoire de la commune est limitrophe de ceux de six communes.  
Les communes limitrophes sont Vaux-en-Amiénois, Amiens, Bertangles, Dreuil-lès-Amiens, Poulainville et Saint-Sauveur.

### Géologie et relief
Le sol communal est généralement filtrant. Dans la vallée, le sol tourbeux repose cependant sur une couche d'argile imperméable. Ailleurs, la mince couche végétale est assise sur de la craie.
Le territoire se présente comme un plateau coupé de deux vallons étroits et peu profonds, orientés du nord-est au sud-ouest.
En 1899, la nappe phréatique qui alimentait les puits se situait de 1 à 3 mètres de profondeur. Elle affleurait dans les étangs dus à l'extraction de la tourbe.

### Hydrographie

#### Réseau hydrographique
La commune est située dans le bassin Artois-Picardie. Elle est drainée par le fossé de la zone industrielle Amiens et un autre petit cours d'eau.

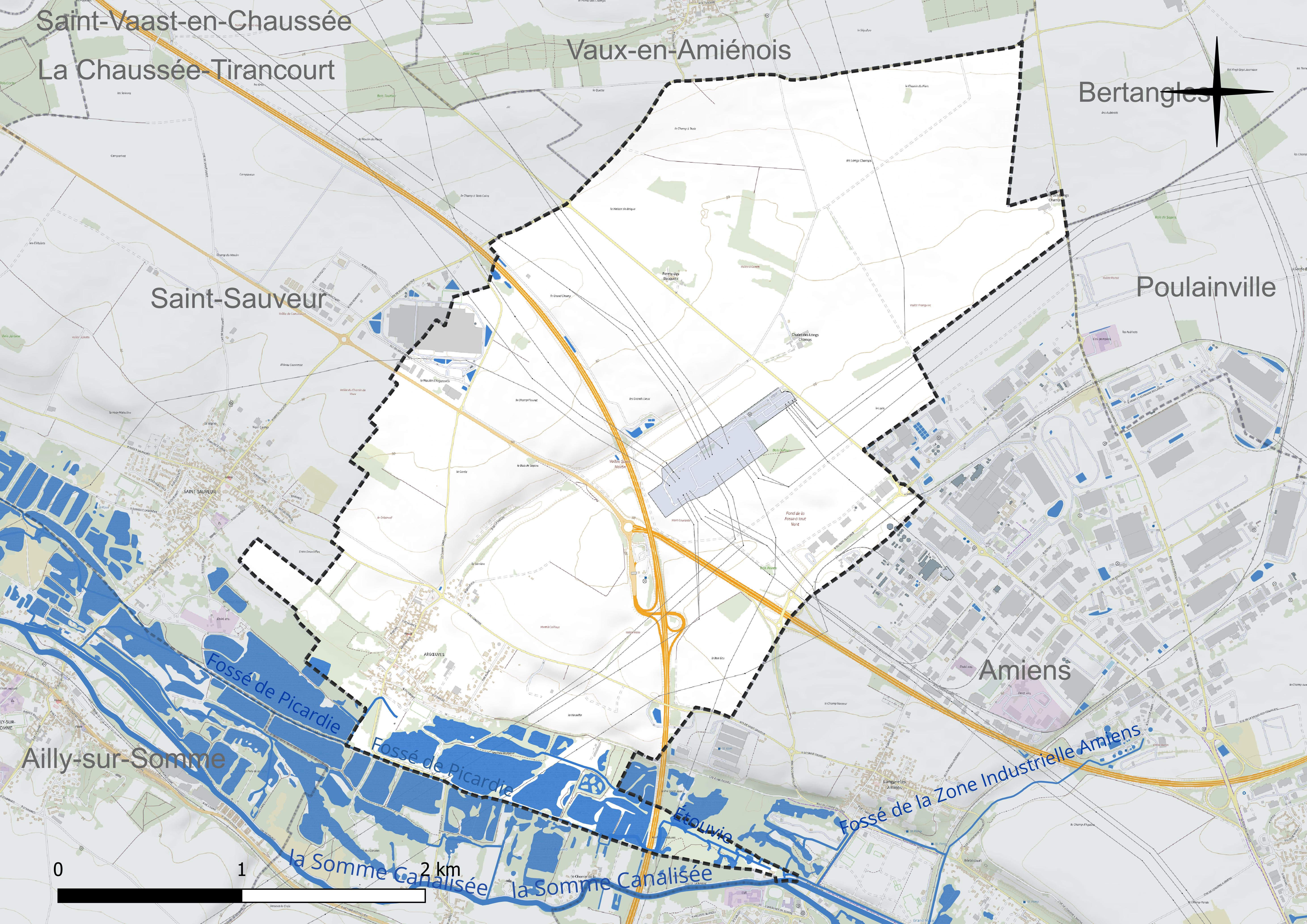
Réseau hydrographique d'Argœuves.

#### Gestion et qualité des eaux
Le territoire communal est couvert par le schéma d'aménagement et de gestion des eaux (SAGE) « Somme aval et Cours d'eau côtiers ». Ce document de planification concerne un territoire de 1 835 km2 de superficie, délimité par le bassin versant de la Somme canalisée. Le périmètre a été arrêté le 29 avril 2010 et le SAGE proprement dit a été approuvé le 6 août 2019. La structure porteuse de l'élaboration et de la mise en œuvre est le syndicat mixte d'aménagement hydraulique du bassin versant de la Somme (AMEVA).
La qualité des cours d'eau peut être consultée sur un site dédié géré par les agences de l'eau et l'Agence française pour la biodiversité.

### Climat
Pour des articles plus généraux, voir Climat des Hauts-de-France et Climat de la Somme.
En 2010, le climat de la commune est de type climat océanique dégradé des plaines du Centre et du Nord, selon une étude du CNRS s'appuyant sur une série de données couvrant la période 1971-2000. En 2020, Météo-France publie une typologie des climats de la France métropolitaine dans laquelle la commune est exposée à un climat océanique et est dans une zone de transition entre les régions climatiques « Nord-est du bassin Parisien » et « Côtes de la Manche orientale ».
Pour la période 1971-2000, la température annuelle moyenne est de 10,5 °C, avec une amplitude thermique annuelle de 14 °C. Le cumul annuel moyen de précipitations est de 694 mm, avec 11,3 jours de précipitations en janvier et 8,5 jours en juillet. Pour la période 1991-2020, la température moyenne annuelle observée sur la station météorologique la plus proche, située sur la commune de Glisy à 14 km à vol d'oiseau, est de 11,1 °C et le cumul annuel moyen de précipitations est de 646,6 mm,. Pour l'avenir, les paramètres climatiques de la commune estimés pour 2050 selon différents scénarios d'émission de gaz à effet de serre sont consultables sur un site dédié publié par Météo-France en novembre 2022.

## Urbanisme

### Typologie
Au 1er janvier 2024, Argœuves est catégorisée commune rurale à habitat dispersé, selon la nouvelle grille communale de densité à sept niveaux définie par l'Insee en 2022.
Elle est située hors unité urbaine. Par ailleurs la commune fait partie de l'aire d'attraction d'Amiens, dont elle est une commune de la couronne,. Cette aire, qui regroupe 369 communes, est catégorisée dans les aires de 200 000 à moins de 700 000 habitants,.

### Occupation des sols
L'occupation des sols de la commune, telle qu'elle ressort de la base de données européenne d'occupation biophysique des sols Corine Land Cover (CLC), est marquée par l'importance des territoires agricoles (84,2 % en 2018), en diminution par rapport à 1990 (87,6 %). La répartition détaillée en 2018 est la suivante : 
terres arables (79,4 %), zones industrielles ou commerciales et réseaux de communication (6,4 %), eaux continentales (5,4 %), zones agricoles hétérogènes (4,8 %), zones urbanisées (3,1 %), forêts (0,8 %). L'évolution de l'occupation des sols de la commune et de ses infrastructures peut être observée sur les différentes représentations cartographiques du territoire : la carte de Cassini (XVIIIe siècle), la carte d'état-major (1820-1866) et les cartes ou photos aériennes de l'IGN pour la période actuelle (1950 à aujourd'hui).

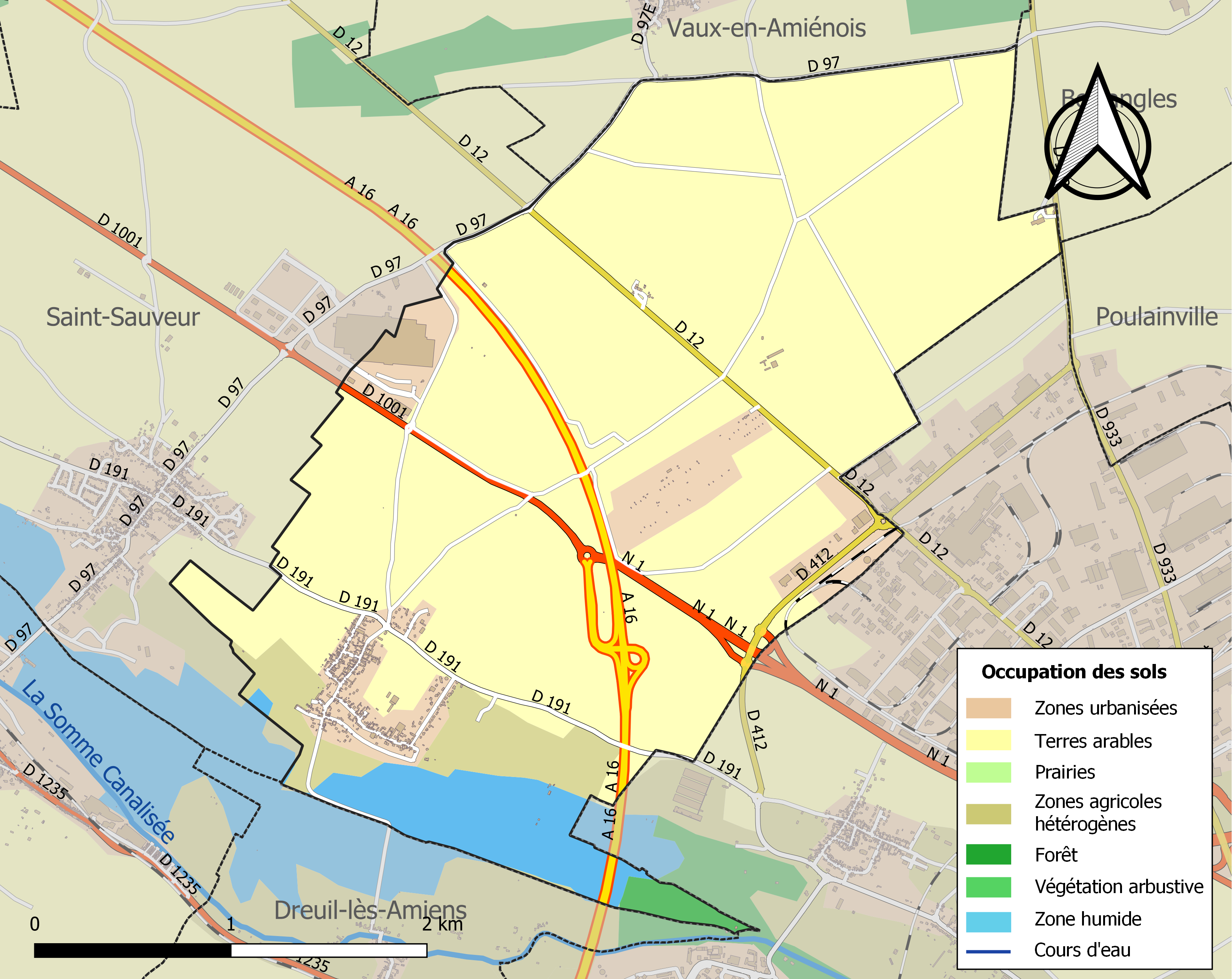
Carte des infrastructures et de l'occupation des sols de la commune en 2018 (CLC).

### Voies de communication et transports
En 2019, la localité est desservie par la ligne d'autocars no 27 (Vignacourt - Amiens) du réseau interurbain Trans'80.

## Toponymie
En 891, Argobium est relevé dans les Annales de Saint-Vaast. Argova super Sumnam apparait en 891. Arguvium, autre forme latinisée, est citée en 1104 dans un cartulaire. Argovia est mentionné en 1145 par Evrard évêque d'Amiens dans un cartulaire. En 1223, Enguerrand de Picquigny écrit Argueve. Argoeuve est mentionné dès 1445.
Ardjeuve en picard.

## Histoire

### Préhistoire
Un diagnostic archéologique réalisé en 2007, au lieu-dit le Moulin d'Argoeuves, a révélé la présence d'un gisement datant de l'âge du bronze.

### Antiquité
Des structures gallo-romaines sont mises en évidence dans le secteur du Moulin d'Argoeuves.

### Temps modernes
La seigneurie appartient à la famille Gorguettes d'Argoeuves dès le milieu du XVIIe siècle quand Charles Gorguettes, 3e du nom, seigneur du Bus et autres lieux épouse en 1653 Françoise Eudel, fille du seigneur local.
Dès 1685, un « clerc laïc » ou « magister » tient l'école pendant l'hiver.
Deux moulins à vent se sont succédé durant le XIXe siècle. Ce sont un moulin « à tour » et un moulin à pivot, dit « à chandellier ».

### Première Guerre mondiale
Au printemps 1918, les Anglais construisent une ligne défensive qui passe par Argoeuves. Un bunker témoigne de cette époque. Ces équipements ne seront pas utilisés pour les combats.
En 1928, un fait divers anime la commune : le 11 avril, un paysan se fait dérober ses économies (35 000 francs en pièces d'or et d'argent) cachées dans un pot de fleurs. Le voleur est retrouvé....il avait caché son butin dans sa jambe de bois.

## Politique et administration

### Rattachements administratifs et électoraux
Rattachements administratifs
La commune se trouve dans l'arrondissement d'Amiens du département de la Somme.
Elle faisait partie de 1801 à 1973 du canton d'Amiens-4, année où elle intègre le canton d'Amiens « 2e » (Nord-Ouest). Dans le cadre du redécoupage cantonal de 2014 en France, cette circonscription administrative territoriale a disparu, et le canton n'est plus qu'une circonscription électorale.
Rattachements électoraux
Pour les élections départementales, la commune fait partie depuis 2014 du canton d'Ailly-sur-Somme
Pour l'élection des députés, elle fait partie de la première circonscription de la Somme.

### Intercommunalité
Argœuves était membre de la communauté de communes de l'Ouest d'Amiens, un établissement public de coopération intercommunale (EPCI) à fiscalité propre créé en 1993 et auquel la commune avait transféré un certain nombre de ses compétences, dans les conditions déterminées par le code général des collectivités territoriales.
Dans le cadre des dispositions de la loi portant nouvelle organisation territoriale de la République du 7 août 2015, qui prévoit que les établissements publics de coopération intercommunale (EPCI) à fiscalité propre doivent avoir un minimum de 15 000 habitants, cette intercommunaité a fusionné avec sa voisine pour former, le 1er janvier 2017, la communauté de communes Nièvre et Somme dont est désormais membre la commune.

### Liste des maires
| Période                                  | Période                       | Identité                    | Étiquette | Qualité |
| ---------------------------------------- | ----------------------------- | --------------------------- | --------- | ------- |
| Vers 1950                                |                               | Robert Créton de Limerville |           |         |
| Les données manquantes sont à compléter. |                               |                             |           |         |
| 1814                                     | 1830                          | Nicolas Antoine Sorel       |           |         |
| Les données manquantes sont à compléter. |                               |                             |           |         |
| mars 2001                                | mai 2020                      | Gérard Pruvot               |           |         |
| mai 2020                                 | En cours (au 2 décembre 2020) | François Gourguechon        |           |         |

## Population et société

### Démographie
L'évolution du nombre d'habitants est connue à travers les recensements de la population effectués dans la commune depuis 1793. Pour les communes de moins de 10 000 habitants, une enquête de recensement portant sur toute la population est réalisée tous les cinq ans, les populations de référence des années intermédiaires étant quant à elles estimées par interpolation ou extrapolation. Pour la commune, le premier recensement exhaustif entrant dans le cadre du nouveau dispositif a été réalisé en 2004.

En 2022, la commune comptait 562 habitants, en évolution de +2,74 % par rapport à 2016 (Somme : −1,26 %, France hors Mayotte : +2,11 %).
| 1793 | 1800 | 1806 | 1821 | 1831 | 1836 | 1841 | 1846 | 1851 |
| ---- | ---- | ---- | ---- | ---- | ---- | ---- | ---- | ---- |
| 411  | 347  | 454  | 527  | 546  | 539  | 597  | 580  | 637  |

| 1856 | 1861 | 1866 | 1872 | 1876 | 1881 | 1886 | 1891 | 1896 |
| ---- | ---- | ---- | ---- | ---- | ---- | ---- | ---- | ---- |
| 635  | 600  | 614  | 482  | 490  | 429  | 403  | 381  | 392  |

| 1901 | 1906 | 1911 | 1921 | 1926 | 1931 | 1936 | 1946 | 1954 |
| ---- | ---- | ---- | ---- | ---- | ---- | ---- | ---- | ---- |
| 380  | 378  | 370  | 369  | 378  | 387  | 380  | 394  | 421  |

| 1962 | 1968 | 1975 | 1982 | 1990 | 1999 | 2004 | 2006 | 2009 |
| ---- | ---- | ---- | ---- | ---- | ---- | ---- | ---- | ---- |
| 415  | 498  | 524  | 592  | 561  | 543  | 560  | 575  | 532  |

| 2014 | 2019 | 2022 | - | - | - | - | - | - |
| ---- | ---- | ---- | - | - | - | - | - | - |
| 546  | 544  | 562  | - | - | - | - | - | - |

### Enseignement
L'école maternelle Louise-Michel accueille les plus petits.

### Activités associatives, culturelles, festives et sportives
- Base nautique, animée par le club « Amiens Voile »[29].
- La pêche est pratiquée dans les étangs[30].

## Économie
La zone d'activité Les Bornes du temps, gérée par l'intercommunalité, s'étend sur Argœuves et Saint-Sauveur.

## Culture locale et patrimoine

### Lieux et monuments
- L'église Saint-Martin comporte une nef unique à clocher carré et chevet polygonal à quatre pans. Les portes et fenêtres sont datées du XVe siècle tandis qu'autel et crédence sont de style Louis XV.

- Le château a été construit au début du XIXe siècle sur les plans du général Dejean dessinés pour son ami Gorguettes d'Argœuves. L'édifice comprend un portique à colonnes doriques, un avant-corps surmonté d'un fronton triangulaire et des façades décorées de couronnes et de feuillage[20],[32]. Il est possédé par la famille Creton de Limerville depuis 1901. Après le décès des derniers occupants en 2017, la famille de Limerville a décidé d'entamer d'importants travaux dans le château et le parc.
- Monument aux morts.
- Bunker de la Première Guerre mondiale construit par des ouvriers chinois sous les ordres des Anglais.

- Statue Notre-Dame du Sacré Cœur, de 1869[33].

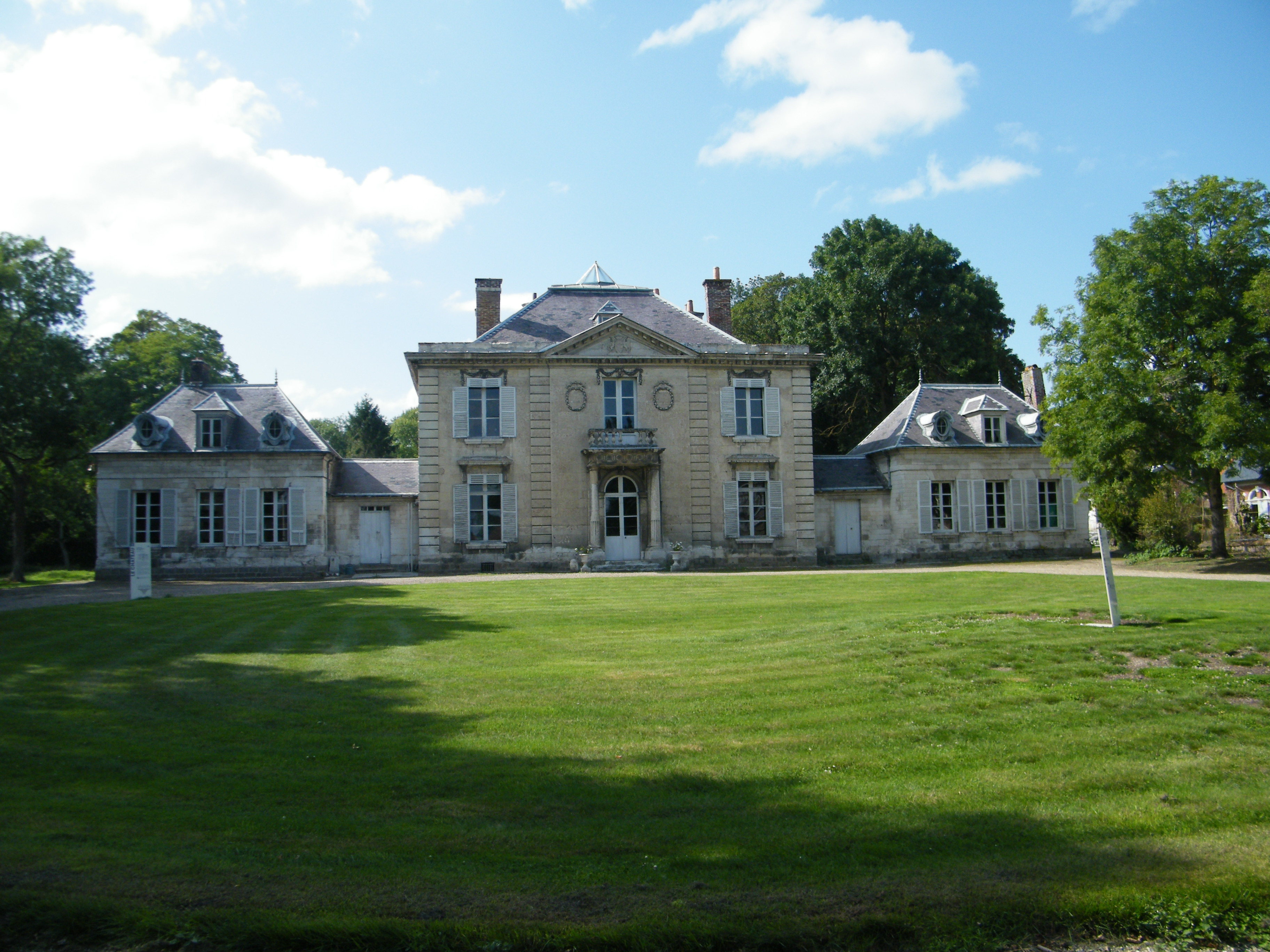
Le château.
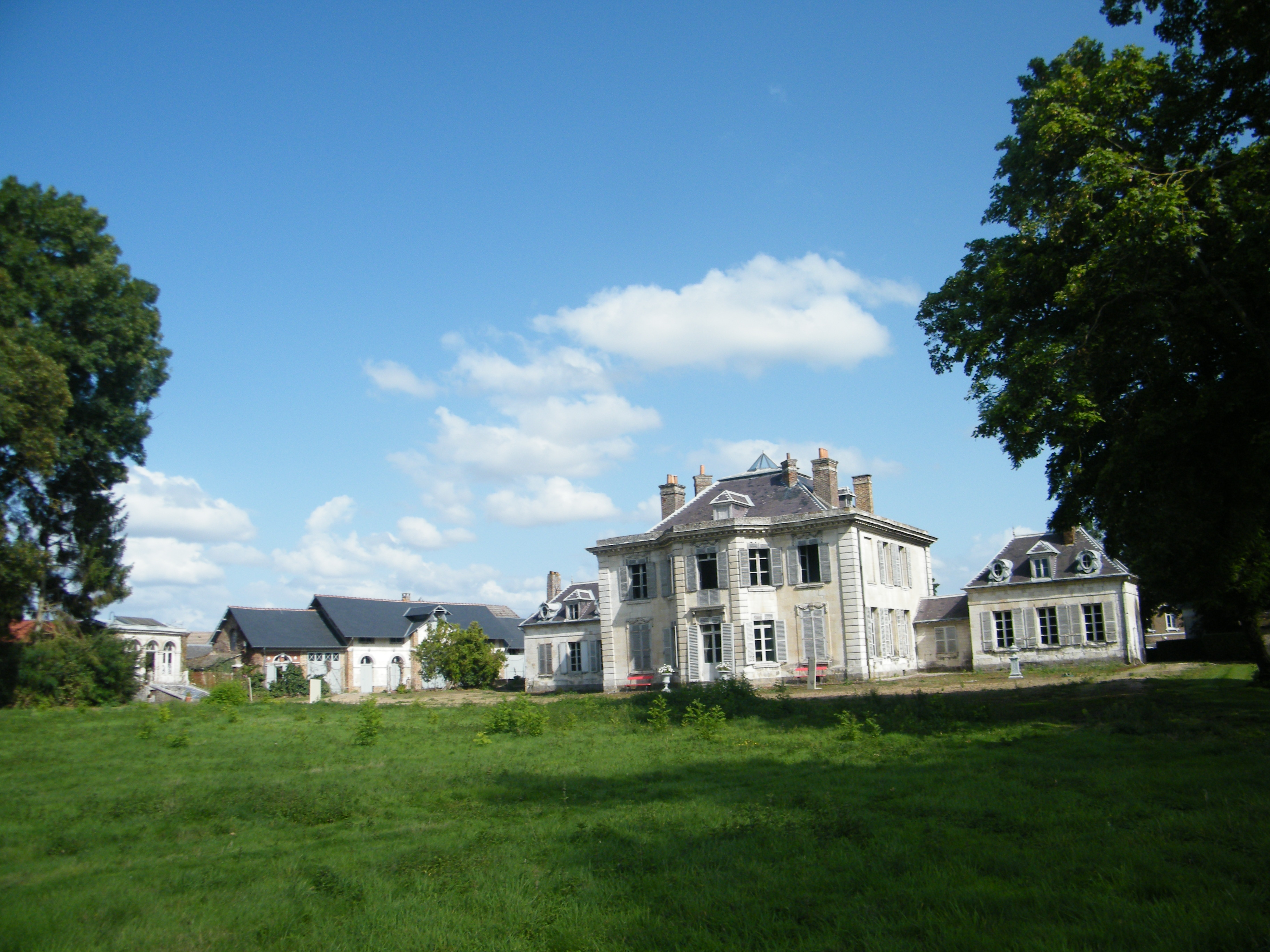
Façade arrière du château
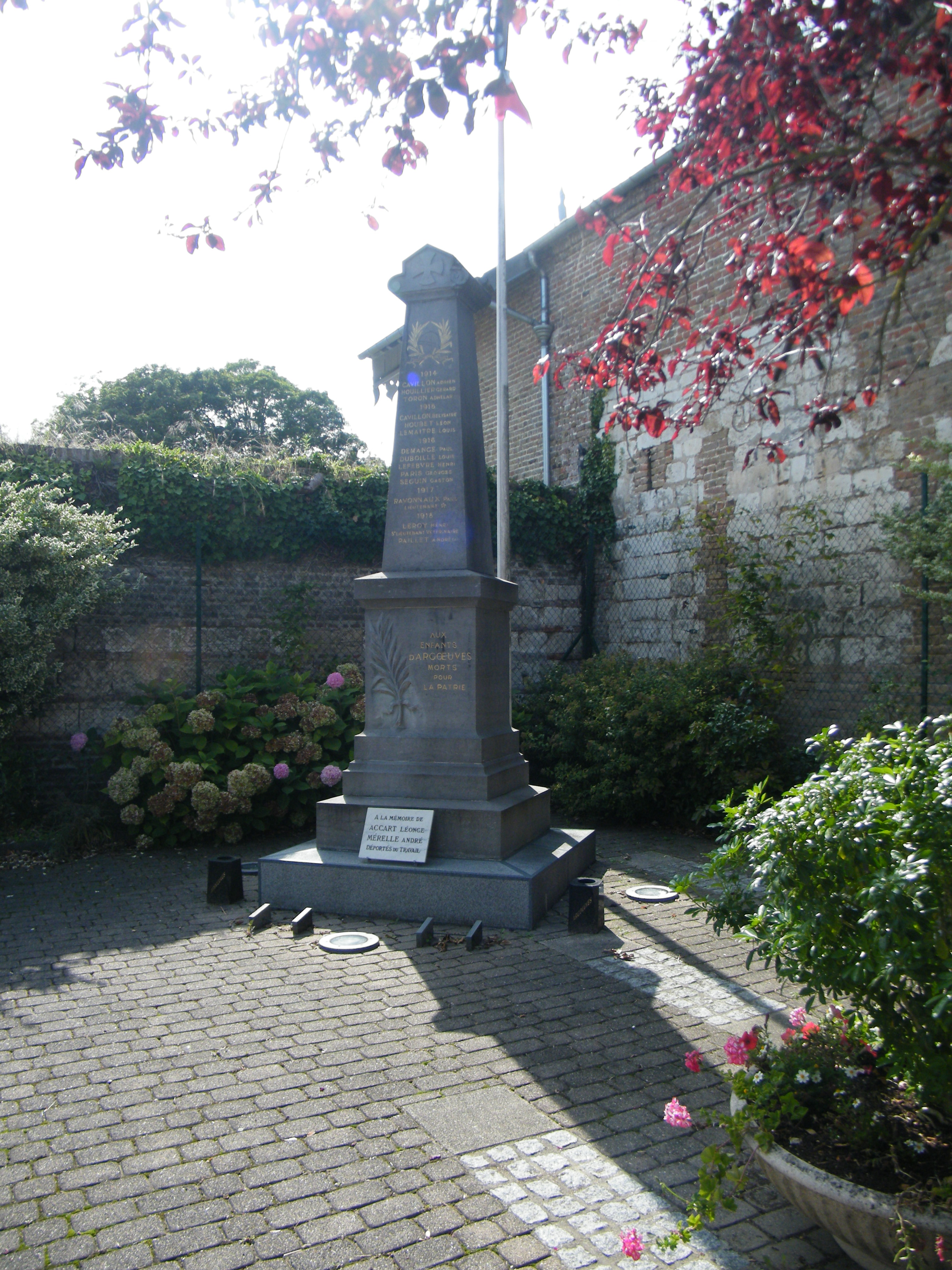
Le monument aux morts.
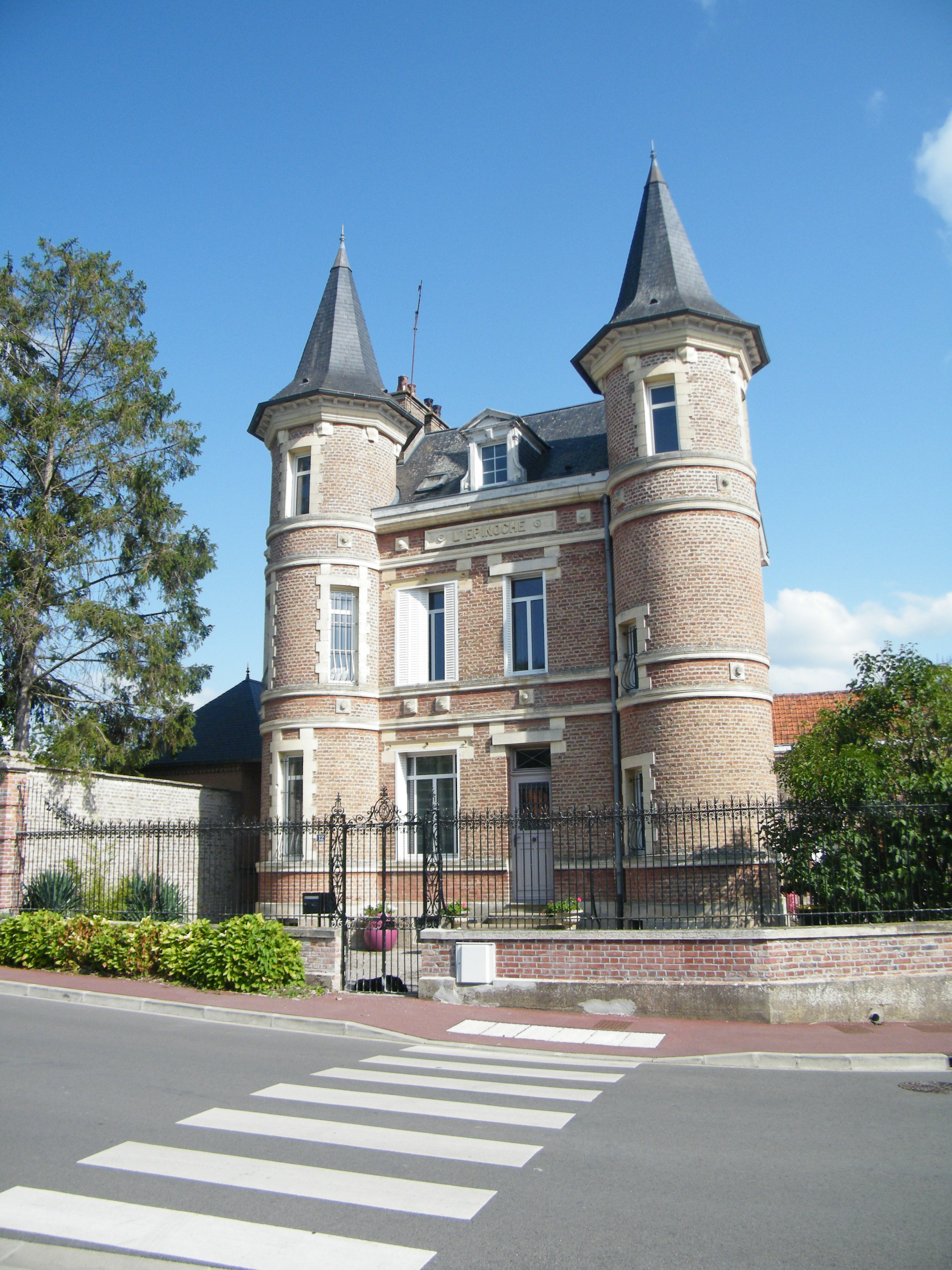
Maison L'Épinoche
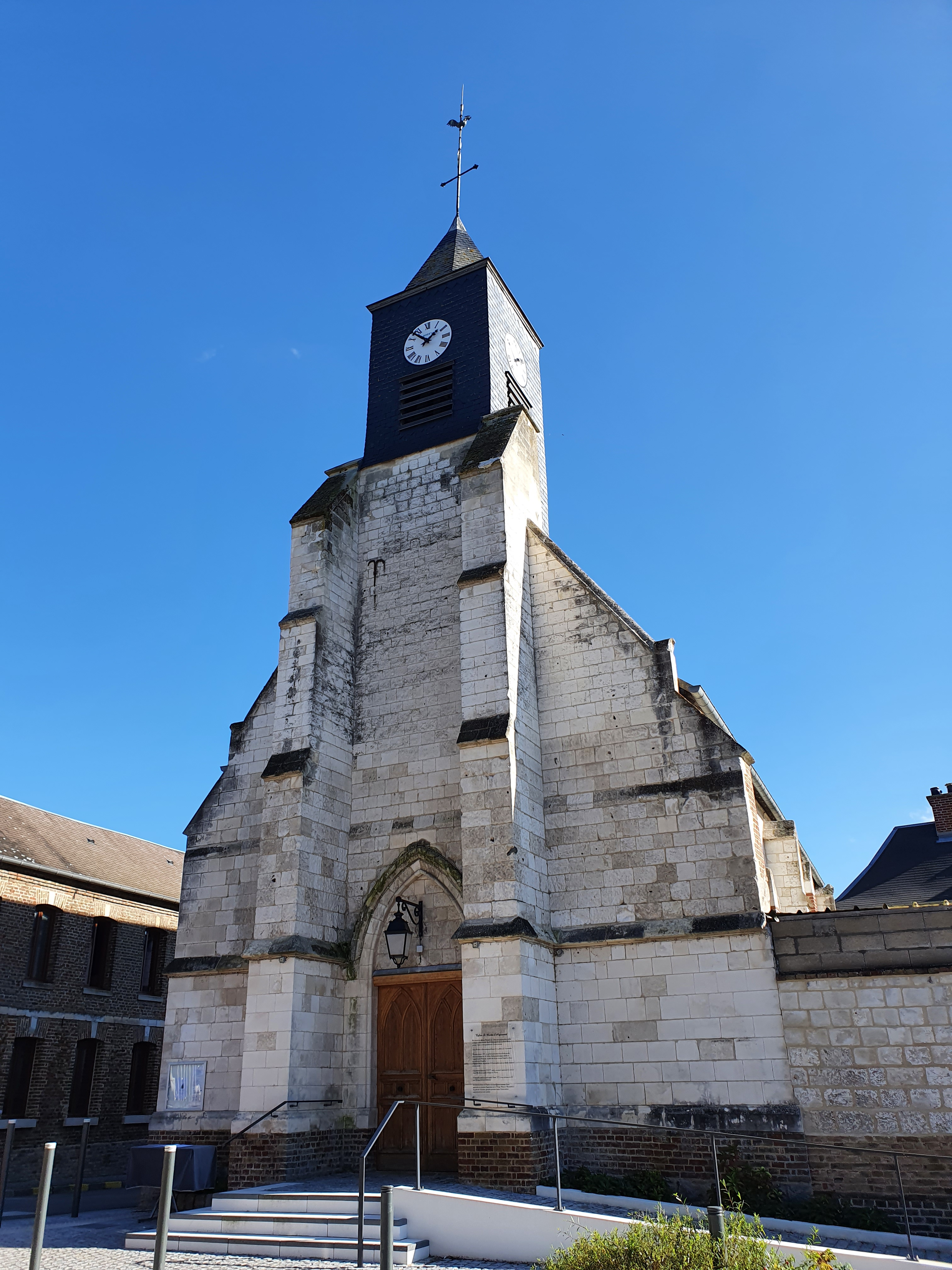
Eglise d'Argoeuves

### Héraldique
| Blason de Argœuves | Blason  | D'argent à la hure de sanglier de sable, allumée et défendue du champ, accompagnée de trois croissants de gueules. |
| Blason de Argœuves | Détails | Le statut officiel du blason reste à déterminer.                                                                   |

### Personnalités liées à la commune
- Valentin Molliens, sculpteur né en 1868 à Argœuves, décédé en 1937. Il avait son atelier à Longpré-les-Corps-Saints et sculpta la quasi-totalité des décors floraux et le bestiaire du célèbre hôtel particulier Bouctôt Vagniez d'Amiens[réf. nécessaire].

## Pour approfondir